# Il buco
Il buco é um filme italiano de drama de 2021 dirigido por
Michelangelo Frammartino [en]. Foi selecionado para concorrer ao Leão de Ouro no 78º Festival Internacional de Cinema de Veneza, e venceu o Prêmio Especial do Júri.
O filme conta a história da primeira expedição, em agosto de 1961, ao Abismo Bifurto. Com quase 700 metros de profundidade, trata-se de uma das cavernas mais profundas do mundo situada em Pollino, ao sul da Itália.

## Prêmios e indicações
| Prêmio/Festival                                         | Categoria                                        | indicações              | Resultado | Ref.        |
| ------------------------------------------------------- | ------------------------------------------------ | ----------------------- | --------- | ----------- |
| Festival de Cinema de Londres                           | Melhor Filme                                     | Michelangelo Framartino | Indicado  | [ 4 ]       |
| Festival Internacional de Cinema de Mannheim-Heidelberg | Prêmio Grande Iniciante ("Grand Newcomer Award") | Michelangelo Framartino | Venceu    | [ 5 ]       |
| Festival de Cinema Europeu de Sevilha                   | Golden Giraldillo                                | Michelangelo Framartino | Indicado  | [ 6 ]       |
| Festival Internacional de Cinema de Veneza              | Leão de Ouro                                     | Michelangelo Framartino | Indicado  | [ 7 ]       |
| Festival Internacional de Cinema de Veneza              | Prêmio Especial do Júri                          | Il buco                 | Venceu    | [ 7 ] [ 8 ] |